# Петров, Анатолий Михайлович
Анатолий Михайлович Петров — советский хозяйственный, государственный и политический деятель.

## Биография
Родился в 1911 году в деревне Луговая Суббота. Член КПСС.
С 1928 года — на хозяйственной, общественной и политической работе. В 1928—1980 гг. — полировщик Златоустовского инструментального завода, начальник смены, начальник цеха, и. о. главного инженера Чернореченского химического завода, участник советско-финской войны, участник Великой Отечественной войны, директор завода № 102 в г. Чапаевске Куйбышевской области, директор Уфимского завода синтетического спирта (ныне — ОАО «Уфаоргсинтез»), начальник ПО «Башнефтехимзаводы».
Избирался депутатом Верховного Совета СССР 7-го и 8-го созывов.
Умер в Уфе в 1980 году.